# Bergekongen
Bergekongen är en kulle i Antarktis. Den ligger i Östantarktis. Norge gör anspråk på området. Toppen på Bergekongen är 2 385 meter över havet.
Terrängen runt Bergekongen är platt västerut, men österut är den kuperad. Trakten är obefolkad. Det finns inga samhällen i närheten.